# Hotel Saljut
Der Hotel Saljut (ukrainisch Готель «Салют», russisch гостиница «Салют») ist ein Hotelgebäude in der ukrainischen Hauptstadt Kiew. Durch seine exponierte Lage auf dem den Dnepr überragenden Höhenzug und die unkonventionelle Formensprache wurde es in den 1980er Jahren zu einer städtebaulichen Dominante. Es gilt als eines der herausragendsten Bauwerke der zweiten sowjetischen Moderne. Architekt des Projektes war Awraam Milezki, unter Beteiligung von Nelja Slogozka und Wladimir Georgewitsch Schewtschenko.

## Vorgeschichte
Der Standort liegt am Platz des Ruhmes (ukrainisch Площа Слави, russisch Площадь Славы) an der Grenze zur Parkzone in der Nähe der Station Arsenalna der Metro Kiew. Ursprünglich befand sich an dieser Stelle der Glockenturm der Militärkathedrale St. Nikolaus, die 1934 gesprengt wurde. In diesem Jahr wurde die Hauptstadt der Ukrainischen SSR von Charkow nach Kiew verlegt. Das Gelände bis zum Michaelplatz war für den Bau des Regierungsviertels der neuen Hauptstadt vorgesehen. Nach Änderung der Planungen sollte hier der Kulturpalast des Arsenal-Werkes entstehen. Aufgrund des Beginns des Zweiten Weltkrieges kam es jedoch nicht zum Bau. Auf dem bis dahin weitgehend brachliegenden Gelände begann der Bau des Pionierpalastes 1962. Das Refektorium als letztes verbliebenes Gebäude des Nikolausklosters wurde 1964 abgetragen.

## Baugeschichte
Die Entwurfsarbeiten begannen 1976. Offiziell handelte es sich nicht um ein Hotel, sondern ein Gästehaus, da der Bau von Hotels nach den Vorgaben des Staatsplans nicht möglich war. Das Gebäude wurde für die staatliche Planungsbehörde der Ukraine zur Unterbingung von Mitarbeitern, die zu Fortbildungskursen nach Kiew kamen, entworfen.
Das Projekt sah ursprüngliche einen Wolkenkratzer mit 18 Stockwerken vor, der mit innovativen Konstruktionstechniken errichtet werden sollte. Geplant war zunächst ein typisches Parallelepiped mit Korridorsystem. Schewtschenko entwickelte die Idee eines runden Gebäudes, das einerseits effizient als Hotel zu betreiben war, andererseits die Möglichkeit eines 360o-Panoramablicks über die Stadt eröffnete. Die Autoren wollten die historischen Vertikalen der Stadtansicht des alten Kiew wiederherstellen, die durch die Beseitigung der meisten Glockentürme der Kiewer Kirchen in den 1930er Jahren verloren gegangen war. Um die im Boden noch vorhandenen Fundamentreste des Glockenturms des Militärhospitals so wenig wie möglich zu beeinträchtigen, ruht das Gebäude auf einem tragenden Zylinder mit geringem Durchmesser. Zusammen mit den auskragenden Wohngeschossen entsteht der Eindruck, dass das Hotel über dem Boden schwebt. Die Decken der Geschosse sollten außen an hochfesten Kabeln aufgehängt werden, die wiederum am zentralen Zylinder verankert waren. Innen ruhten die Decken auf dem zentralen Kern. Eine deratige Lösung war damals in der Sowjetunion einzigartig.  Auf dem Dach des Hotels waren eine Aussichtsplattform und  zwei Stockwerke für gastronomische Einrichtungen geplant. Erschlossen werden sollte das Dachgeschoss durch einen gläsernen Außenaufzug, der eine Trennung der Besucher des Aussichtspunktes von den Hotelgästen ermöglichte.
Zunächst fand das Projekt die Unterstützung der örtlichen Parteiführung. 1978 wurde mit dem Bau begonnen, nachdem alle Genehmigungen vorlagen. Als Milezki  sich 1978 jedoch weigerte, den Kiewer Stadtarchitekten in die Liste der Autoren aufzunehmen, schwand die anfängliche Unterstützung. Dies äußerte sich in Verzögerungen und zunehmenden Problemen bei der Finanzierung des Projektes, was zu einer mehrjährigen Unterbrechung des Baus führte. Milezki wurde angewiesen, die Höhe des Gebäudes auf fünf Stockwerke zu kürzen, da die übermäßige Höhe des Gebäudes das historische Panorama angeblich negativ beeinflussen würde. Festgelegt wurde schließlich, dass die Traufhöhe die der historischen Bauwerke nicht überschreiten dürfe.
Die Autoren versuchten das Projekt zu retten und passten nach Baubeginn ihren Entwurf an die geänderten Vorgaben an. Die Weiterarbeit war schwierig, da die bewilligten Finanzen bereits für das ursprüngliche Projekt aufgebraucht waren und kein weiteres Geld bereitgestellt wurde. Zunächst wurde ein fünfstöckiger Kubus geplant, Schewtschenko kehrte jedoch bald wieder zu einem runden Bauwerk zurück, das allerdings auf fünf Wohn-, zwei Technikgeschosse und einen im achten Stockwerk liegenden Konferenzsaal reduziert wurde. Gleichzeitig wurde das umbaute Volumen erhöht: Das Hotel hatte nun die Form einer Ellipse, was die Wohnfläche je Stockwerk vergrößerte; auch wurde der ostwärtige anschließende Flachbau auf das Dreifache seiner Länge vergrößert. Das bereits teilweise erbaute Fundament konnte weiter genutzt werden. Geändert wurde jedoch die Konstruktion der Zwischengeschosse. Aufgrund der geringen Anzahl von nur 90 Hotezimmern und der fehlenden Erweiterungsmöglichkeiten war der Betrieb des Hotels von Anfang an unwirtschaftlich. Geändert wurde ebenfalls die Fassade, die durch die umlaufenden Balkone gekennzeichnet ist. Dachterasse und Außenaufzug wurden gestrichen.
1981 wurde der Bau des Hotels fortgesetzt, der schließlich im Frühjahr 1984 abgeschlossen wurde. Milezki schlug als Namen für das Hotel „Pobeda“ (russisch победа, übersetzt Sieg) vor, dieser Name wurde jedoch von den Kiewer Parteiführern abgelehnt. Diese setzten den Namen Saljut als Referenz auf das jährlich auf dem Platz des Ruhmes am 9. Mai, dem Tag des Sieges,  stattfindende Feuerwerk durch, daher wurde der Schriftzug mit dem Namen des Hotels erst 1985 verspätet angebracht. Schewtschenko weist die Behauptung, das Hotel wäre durch die sowjetische Raumstation Saljut inspiriert worden, als Mythos zurück.
Bis zum Zerfall der Sowjetunion diente das Gebäude als Gästehaus staatlicher Stellen, danach wurde der Hotelbetrieb aufgenommen. Eine Erneuerung der technischen Anlagen unterblieb jedoch in den letzten viertig Jahren. Die von den Betreibern vorgenommenen Änderungen der Inneneinrichtung werden von Kritikern als Kitsch bezeichnet, der den Geist der korrupten postsowjetischen Ukraine der 2000er Jahre widerspiegelt.

## Architektur
Das Hotel besteht aus zwei Gebäuden, die funktional und formal miteinander verbunden sind: Der eigentlichen Hotelgebäude mit den Wohn- und Technikbereichen und dem Flachbau, der Gastronomie und Veranstaltungsräume aufnimmt.
Das Hotelgebäude hat in den Wohn- und Techniketagen einen elliptischen Grundriss. Die Wohngeschosse ruhen auf einer monolithischen, vorgefertigten Struktur, die aus dem Technikgeschoss auskragt. Der zentrale Kern nimmt die Versorgungsleitungen, die Aufzüge und das Treppenhaus auf. Die Fassade des Wohnetagen ist durch die umlaufenden Balkone gekennzeichnet, die Verglasung damit weit zurückgesetzt. Die Zwischendecken ruhen auf den auskragenden Wänden, die strahlförmig vom Kern ausgehen. Sie kragen weiter aus als die Balkone, trennen diese damit voneinander und bilden einen Blendschutz. In der obersten Etage befindet sich ein Konferenzsaal, der ursprünglich durch eine Glaskuppel Tageslicht erhielt.
Der zweistöckige Flachbau shließt an das Untergeschoss des Wohntraktes an und erstreckt sich in ostwärtiger Richtung fast bis zum Steilufer des Dnepr. Zusammen mit dem Pionierpalast, ebenfalls von Milezki entworfen, schließt er den Platz des Ruhmes nach zwei Seiten ab. Er nimmt gastromische Einrichtungen und die Verwaltung des Gebäudes auf.
Die Inneneinrichtung wurde speziell für das Hotel im Kiewer Institut „Ukrdipromebli“ entworfen und hergestellt. Sie war zurüchhaltend. funktional und in hellen Farben gehalten. Die Wände im Raum waren mit Holzpaneelen und Tapeten im Stil des frühen Bauhauses dekoriert. Einen Kontrast bildeten die finnischen Leuchten. Auch Kronleuchter, Türen, Teppiche und abgehängte Decken wurden aus Finnland bezogen. Die Inneneinrichtung wurde bei der Modernisierung des Hotels zerstört. Da keine Fotos der Hotezimmer existieren, ist eine Wiederherstellung des Originalzustandes nicht mehr möglich.

## Bewertung
Das Hotelgebäude gilt heute als eines der prägnantesten Beispiele der modernen Architektur. Aufgrund seiner neuartigen Formensprache wird zur Kennzeichnung des Stils der Begriff futuristischer Brutalismus verwendet, der sich auf den Futurismus und den Brutalismus bezieht. Schewtschenko selbst bezeichnet den Stil als romantischen Modernismus.
Gleichzeitig spielt das Gebäude auch eine prägende Rolle für das Kiewer Stadtbild. Die ukrainische Architektin und Architekturhistorikerin Jewgenija Gubkina bewertet die Rolle des Bauwerks wie folgt:

„Wenn man ein futuristisches Objekt im historischen Zentrum der Stadt platziert und mit dem Kontrast zu etwas fast Mittelalterlichem spielt, entsteht Drama. Und Dramatik und Theatralik sind ein typisches Merkmal Kiews“

Und schließlich ist die Geschichte des Hotels auch ein Beispiel für die Widersprüche zwischen den Vorgaben staatlicher Planung und der sowjetischen Bürokratie einerseits und dem Anspruch sowjetischer Architekten andererseits.